# Bidhannagar
Bidhannagar (bengalisch বিধাননগর), auch englisch Salt Lake City ‚Salzsee-Stadt‘, ist eine Stadt im indischen Bundesstaat Westbengalen.
Bidhannagar entstand Anfang der 1960er Jahre als Planstadt und Satellitenstadt im Distrikt Uttar 24 Pargana im Osten der Metropolregion Kolkata.
Die Stadt wurde nach dem Politiker und Chief Minister von Westbengalen, Bidhan Chandra Roy, benannt. Ursprünglich gab es in dem Gebiet einen Salzsee, der jedoch aufgefüllt wurde. Der Bevölkerungsdruck in der Metropole Kalkutta, auch durch Zuwanderung aus dem benachbarten Bangladesch, führten zu der Entscheidung, an dieser Stelle neuen Wohnraum zu schaffen. Die Stadt entstand in mehreren Etappen. In einem Stadtteil wurden mehrere Firmen aus dem IT-Sektor angesiedelt.
1989 wurde sie eine Notified Area und 1995 eine Municipality. Schließlich entstand am 18. Juni 2015 durch Zusammenlegung der Städte Bidhannagar (215.000 Einwohner, 33,5 km²) und Rajarhat Gopalpur (400.000 Einwohner, 28 km²) die neu geschaffene Municipal Corporation.